# Zemleanka, Kaharlîk
Zemleanka (în ucraineană Землянка) este un sat în comuna Șubivka din raionul Kaharlîk, regiunea Kiev, Ucraina.

## Demografie
Componența lingvistică a localității Zemleanka
     Ucraineană (98,45%)
     Rusă (1,55%)
Conform recensământului din 2001, majoritatea populației localității Zemleanka era vorbitoare de ucraineană (98,45%), existând în minoritate și vorbitori de rusă (1,55%).